# Emagramma

Emagramma

L'emagramma è uno dei quattro diagrammi termodinamici (assieme al diagramma di Stüve, il nomogramma di Herloffson e il tefigramma) utilizzati per analizzare la struttura termica dell'atmosfera terrestre e per fare previsioni meteorologiche.
L'emagramma fu sviluppato nel 1884 da Heinrich Hertz. Nella sua forma originale è utilizzato soprattutto in Europa. Viene utilizzato per mettere in diagramma i valori di temperatura e di punto di rugiada che in genere provengono da misure effettuate con palloni sonda, aerei o satelliti meteorologici e che permettono di calcolare la stabilità convettiva o l'energia potenziale convettiva disponibile (CAPE, dall'acronimo della terminologia inglese Convective Available Potential Energy). A fianco dell'emagramma possono anche essere apposte le piccole frecce indicanti la direzione e la forza dei venti a diversi livelli di pressione.
Gli assi di un emagramma sono quelli della temperatura T e del logaritmo della pressione P in un diagramma semilogaritmico. Nella versione originale questi due assi erano perpendicolari, ma attualmente si utilizzano perlopiù le versioni con l'asse delle temperature inclinato di 45 gradi verso destra, come nel nomogramma di Herloffson. Questa disposizione viene chiamata "Skew-T log-P diagram" negli Stati Uniti e "émagramme 761" in Francia.

## Descrizione
Nell'asse verticale è riportata la pressione espressa in millibar (mb) o ettopascal (hPa). La scala è logaritmica, per cui la distanza tra {\displaystyle P_{2}} et {\displaystyle P_{1000hPa}} è :
{\displaystyle \log P_{1000hPa}-\log P_{2}}
Poiché anche la variazione di pressione con l'altitudine è logaritmica, si può aggiungere all'asse verticale una corrispondenza lineare con l'altezza in chilometri utilizzando l'ipotesi di atmosfera normalizzata.
Nell'asse orizzontale sono riportate le isoterme di temperatura in scala lineare. Nell'emagramma originale l'asse era perpendicolare a quello della pressione. Le linee che riportano la decompressione adiabatica secca sono inclinate di 45 gradi verso la sinistra delle isobare. Le isoplete del rapporto di mescolanza sono pressoché dritte e verticali e le pseudo adiabatiche sature sono dritte e leggermente inclinate verso sinistra.